# アンデッドライン
『アンデッドライン』 (UNDEADLINE) は、1989年7月22日に日本のT&E SOFTから発売されたMSX2用縦スクロールシューティングゲーム。
主人公のFighter、Wizard、Ninjaのいずれかを選択し、ジタン王国を舞台に破られそうになったモンスターの封印を阻止する事を目的としている。ライフ+残機制。ボタン1は攻撃、ボタン2は防御となっている。ステージは6つから任意の順番で選択してプレイ可能。武器の種類が多い点、及び、マップ上のある点に弾を撃ち込むことで出現する妖精を拾う事で、ステージ間にパワーアップが行える点が特徴である。
開発はT&E SOFTが行い、ゲーム・デザインおよびディレクターは内藤時浩、音楽は『遥かなるオーガスタ』（1989年）を手掛けた長谷川和伯が担当している。MSX2版は128KBのVRAMとフロッピーディスクドライブが必要となっており、またMSX-MUSIC(YM2413)に対応している。
1990年にX68000用ソフトとして『幻獣鬼 アンデッドライン』のタイトルで移植された他、1991年にはメガドライブに移植されパルソフトより発売された。X68000版は2004年にWindows用ソフトとしてプロジェクトEGGにて、MSX2版は2019年にプロジェクトEGGにて配信された。

## ゲーム内容

### 武器
宝箱を開ける事で入手可能である。
武器は同種の物を取り続けるか、パワーアップアイテムを取る事により段階的にパワーアップする。
ゲームランクがNormal/Hardではステージクリアごとに武器がリセットされるが、Easyであれば継続して使用できる。
斧
関連パラメータはST。前方に斧を投げる。斧は一定距離を進むとブーメランの様に帰ってくる。パワーアップすると連射数と射程距離が伸びる。
投げナイフ
関連パラメータはST。最初は3WAYが1発だが、パワーアップを繰り返すと、最終的に前方に3WAY*3発、後方に3発のナイフを発射できる。ただし攻撃力が低い上、パワーアップするまではとにかく連射が効かないので注意が必要である。
アイス
関連パラメータはMP。グラディウス方式のレーザーで、ワインディング可能。パワーアップすると自機の左右から1本ずつ交互に発射されるが、真正面に発射する事が不可能になり、一部のマップでは非常に不利になる。
ファイアー
関連パラメータはMP。前方に暫く燃え続ける炎を投射する。パワーアップするごとに連射数が増え、最終的には火炎放射器のような事態になる。攻撃力は高いが射程は短い。
エッグ
関連パラメータはMP。自機の動きを遅れてトレースする、グラディウス方式のオプションが付く。前方にしか攻撃できないが速射能力、射程に優れ、使い勝手がいい。
ブーメラン
関連パラメータはDX。文字通りブーメランである。斧と似ているが、こちらはレバーを入れた方向に発射することが可能。だが、ヘタに斧より射程が長いため、初期段階では非常に弱い。しかしながら、最高までパワーアップすると誘導弾となり、攻撃力は弱いものの、最強兵器候補となる。

### アイテム
基本的に宝箱を開ける事で入手可能である。武器にしてもそうなのだが、プレイヤーの不利になるアイテムが非常に多いため、注意が必要である。
妖精
マップ上の特定の場所に弾を撃ち込むと出現。ステージ終了後に自機のステータスを向上させることができる。
青い薬
体力回復。
赤い薬
体力減少。
黄色い薬
一定時間無敵。
黒い薬
武器がパワーダウンする。
ダイナマイト
画面内の敵を瞬時に殲滅。
鎧
敵の攻撃を何発か無効化できる。
赤いブーツ
自機の足が速くなる。
灰色のブーツ
自機の足が遅くなる。
P
武器が最強ランクまでパワーアップする。
ダイヤモンド
得点を得られる。
?
中に入っているアイテムはランダム。たまに1UPアイテムになることもある。

## ストーリー
ジタン王国で、モンスターに施した封印が破られそうになっていた。3人の勇者がその脅威を排除する。

## キャラクター
ST/MP/DXは各種武器の攻撃力に影響する。AGは足の速さである。
ステージ終了後、ステージで拾った妖精の数だけ、各種能力を向上させる事ができる。
Leon (Fighter) ST 4/MP 1/DX 2/AG 4
防御手段は盾。前方からの敵弾を無効化できる。
Dino (Wizard) ST 1/MP 4/DX 2/AG 3
防御手段は透明化。敵弾をすり抜ける事ができるが、透明化中は移動不可。最も足が遅く、マップによっては初期状態では非常に苦戦する。
Ruika (Ninja) ST 2/MP 1/DX 4/AG 5
防御手段はジャンプ。敵弾だけでなく敵そのもの、ひいては取りたくないアイテムまで飛び越える事ができるため、非常に便利。

## 移植版
| No. | タイトル                            | 発売日         | 対応機種        | 開発元   | 発売元             | メディア                          | 型式    | 備考                                             |
| --- | ----------------------------------- | -------------- | --------------- | -------- | ------------------ | --------------------------------- | ------- | ------------------------------------------------ |
| 1   | 幻獣鬼 アンデッドライン             | 1990年9月27日  | X68000          | T&E SOFT | T&E SOFT           | 5インチ2HDフロッピーディスク3枚組 | -       |                                                  |
| 2   | アンデッドライン                    | 1991年12月20日 | メガドライブ    | T&E SOFT | パルソフト         | 8メガビットロムカセット           | T-74013 |                                                  |
| 3   | 幻獣鬼 アンデッドライン             | 2004年3月26日  | Windows         | T&E SOFT | ボーステック       | ダウンロード （プロジェクトEGG）  | -       | X68000版の移植 2021年3月30日にWindows 10版を販売 |
| 4   | アンデッドライン                    | 2019年4月23日  | Windows         | T&E SOFT | D4エンタープライズ | ダウンロード （プロジェクトEGG）  | -       | MSX2版の移植                                     |
| 5   | アンデッドライン                    | 2021年8月10日  | Windows         | T&E SOFT | D4エンタープライズ | ダウンロード （プロジェクトEGG）  | -       | メガドライブ版の移植                             |
| 6   | EGGコンソール アンデッドライン MSX2 | 2024年10月17日 | Nintendo Switch | T&E SOFT | D4エンタープライズ | ダウンロード                      | -       | MSX2版の移植                                     |
| 7   | Undeadline - Collector's Edition    | 2025年12月     | MD/MD互換機     | T&E SOFT | Retro-Bit          | ロムカセット                      | -       | メガドライブ版の移植                             |

X68000版
副題は幻獣鬼。選択できるステージが8つに増え、武器の種類等に変更が加えられている。MSX2と比較してかなりの上位機種に対する移植であり、かなりアレンジされているため、本稿のキャラクター、武器、アイテムの説明はあまり参考にしてはならない。
メガドライブ版
武器の種類等に変更が加えられている他、様々なアレンジがなされているが、自機がレオンしかいないと言うのが最も大きな変更点である。

## スタッフ
MSX2版
- ゲーム・ディレクター：内藤時浩
- メイン・プログラム：山本風太郎
- サブルーチン：もりざねかつし、富田茂
- ゲーム・デザイン：内藤時浩
- オリジナル・デザイン：はっとりゆうじ
- モンスター・デザイン：蜂谷孝宏、新村英明、鈴木英津子
- マップ・デザイン：中島健二、はっとりゆうじ
- デモ・デザイン：早瀬孝子、三浦かよ子
- 音楽・効果音：長谷川和伯
- アレンジ：塩塚博（ポリスター）
- スペシャル・サンクス：小倉正、萩原英世、西脇健太郎、小田芳郁、青山悟、吉川泰生、倉石政範、佐藤直樹、吉田のぶゆき、HAKAITANTEI NAKASHIMA、スタジオシップ、ポリスター、マイクロハウス、YAMACO PRINTING、インクポット、イーディーコントライブ
- プロダクション・スーパーバイザー：横山俊朗、横山英二

X68000版
- プログラム：山本風太郎、萩原英世
- マップデザイン：服部豊和
- グラフィックデザイン：鈴木英津子、蜂谷孝宏、新村英明、青山悟
- 作画監督：中島健二
- システム設定：内藤時浩
- 作曲・効果音：長谷川和伯
- 協力：小倉正、小田芳郁、吉川泰生、倉石政範、早瀬孝子
- 監修：横山英二
- 製作：横山俊朗

メガドライブ版
- ディレクター：山本風太郎
- メイン・デザイナー：服部豊和
- エフェクト&サブ・ディレクター：青山悟
- プログラマー：山本風太郎
- マップ・デザイナー：服部豊和
- キャラクター・デザイナー：青山悟
- 音楽：長谷川和伯
- 音楽プログラマー：西脇健太郎
- アドバイザー：H.KOTANI
- スペシャル・サンクス：MSX UNDEADLINE TEAM
- デバッガー：内藤時浩、J.OGURA、蜂谷孝宏、Y.GOTO、K.WATANABE、H.KOUNO、S.MATSUHISA、CHERRY

## 評価
メガドライブ版
- ゲーム誌『ファミコン通信』の「クロスレビュー」では合計21点（満40点）となっている[11]。

- ゲーム誌『メガドライブFAN』の読者投票による「ゲーム通信簿」での評価は以下の通りとなっており、18.08点（満30点）となっている[1]。

| 項目 | キャラクタ | 音楽 | 操作性 | 熱中度 | お買得度 | オリジナリティ | 総合  |
| 得点 | 3.17       | 3.09 | 3.09   | 3.04   | 2.78     | 2.91           | 18.08 |

- ゲーム本『メガドライブ大全』（2004年、太田出版）では、移植時の変更点に関して「原作ファンをのけぞらせる改変がされている」と指摘した他、ステージ終了時の経験値振り分けのシステムがRPG的であると指摘したが、「弱い武器を取ると意味がなくなる」と否定的に評価している[13]。